# Cannat
Saint Cannat (surnommé en latin : Canus Natus, « blanc de naissance ») est un saint catholique du Ve siècle, originaire de Provence. Il est ermite, puis évêque de Marseille.

## Légende
Selon la légende,, Cannat est né avec des cheveux blancs, ce qui, à l'époque est signe de grande sagesse. Il devient par la suite ermite et s'établit au Sauzet, non loin d'Aix-en-Provence, nommé ainsi à cause des saules qui ombragent le lieu.
Après la mort de l'évêque de Marseille, on lui propose de prendre sa succession. Il refuse dans un premier temps, déclarant qu'il avait autant de raisons de devenir évêque que sa canne de roseau séché de reverdir. Par miracle, la canne reverdit. Il revient donc sur sa décision et devient évêque de Marseille vers 486.
Il est connu pour avoir été un évêque ayant farouchement lutté contre l'hérésie et le paganisme. Avant de mourir, il revient sur les lieux de son ermitage et s'y éteint le 15 octobre 490,.

## Postérité
Sur les lieux de l'ermitage de Cannat, une chapelle est construite et un hameau s'organise autour. Ce hameau prend le nom de Saint-Cannat en référence à l'évêque devenu saint. Le blason de la ville est composé de la canne de Canus Natus reverdie.
En tant que saint, il est fêté le 15 octobre, date de sa mort (ou dies natalis).
L'église Saint-Cannat, située sur la place des Prêcheurs à Marseille est nommée en son honneur.
À Saint-Cannat, l'église Notre-Dame de Vie abrite un bénitier qui est un sarcophage reliquaire médiéval sur lequel est représenté Cannat. La chapelle Saint-Cannat accueille depuis 1992 les reliques supposées du saint.

Blason de Saint-Cannat.
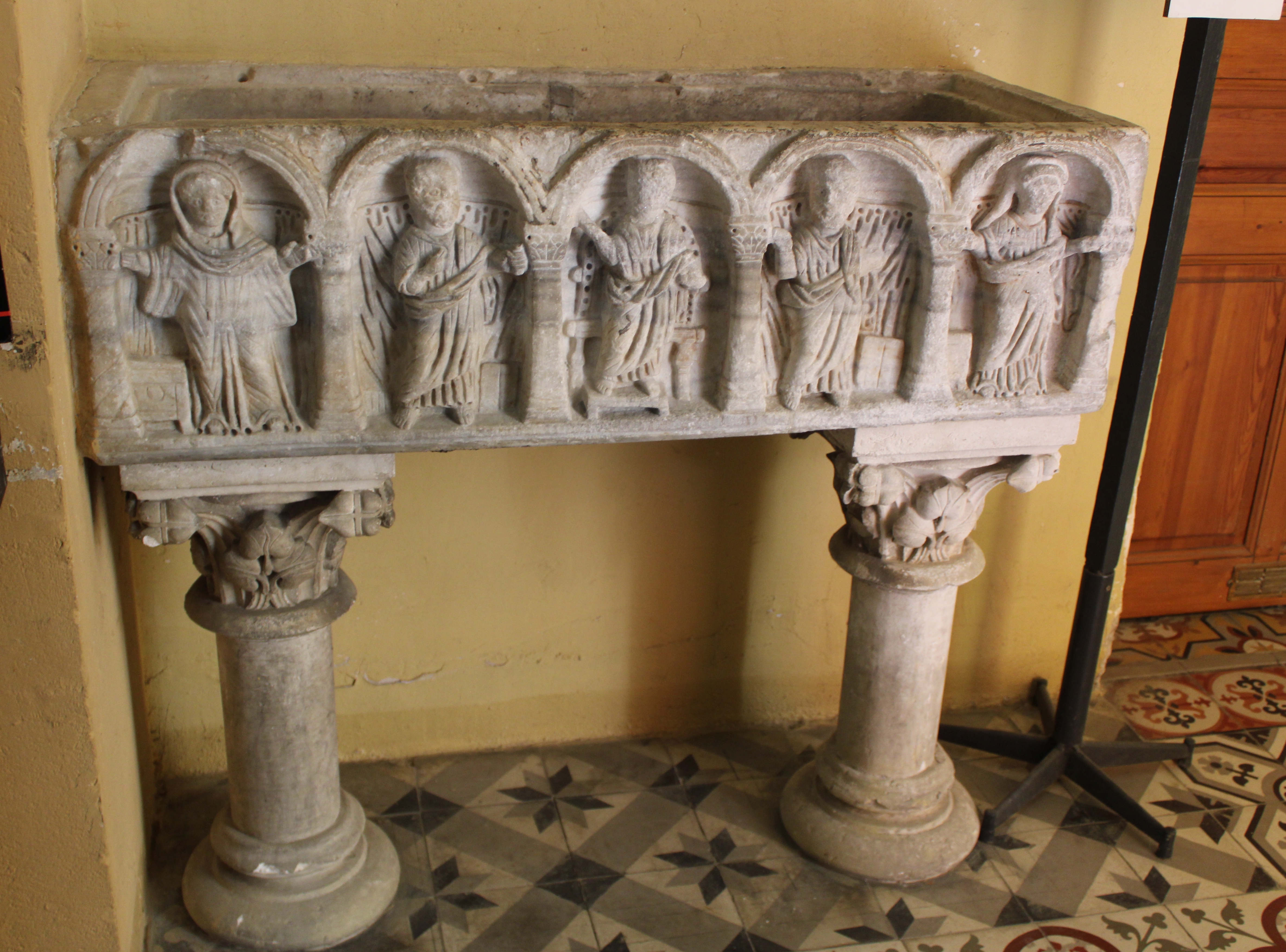
Représentation de saint Cannat sur le bénitier de l'église Notre-Dame de Vie de Saint-Cannat.